# Khea
Ivo Alfredo Thomas Serue, (Buenos Aires, 13 de abril de 2000), mais conhecido como Khea, é um rapper, cantor e compositor argentino.

## Biografia
Depois de participar de algumas batalhas de rap nas praças de Buenos Aires, ele se juntou à Mueva Records, que seria separado por disputas com o produtor OMAR VARELA do discografica já mencionado, e ficou ainda mais conhecido com o videoclipe "Loca, a colaboração com Cazzu e Duki foi reproduzida aproximadamente 382 milhões de vezes, sendo este o vídeo mais assistido no mundo da produção argentina e após seu sucesso, Bad Bunny participou do "Loca Remix" com 400 milhões de visualizações no YouTube. .
Em maio de 2019  alcançou a marca de 14 milhões de ouvintes mensais no Spotify, posicionando-se nos 180 artistas mais ouvidos do mundo, naquela plataforma 

## Discografia

### Álbuns de estúdio
- SEROTONINA (2023)
- Trapicheo: EL DON (2024)